# Kazinka (Bélgorod)
|  | Per a altres significats, vegeu «Kazinka». |

Kazinka - Казинка (rus) - és un poble de l'óblast de Bélgorod, a Rússia. El 2010 tenia 1.020 habitants. Pertany al districte (raion) de Valuiki.